# Prasinocyma niveisticta
Prasinocyma niveisticta là một loài bướm đêm trong họ Geometridae.